# Igor Potapowicz
Igor Giennadijewicz Potapowicz (ros. Игорь Геннадьевич Потапович; ur. 6 września 1967 w Ałmaty) – kazachski lekkoatleta specjalizujący się w skoku o tyczce. Złoty i srebrny medalista halowych mistrzostw świata, halowy wicemistrz Europy, mistrz Azji, uczestnik letnich igrzysk olimpijskich w Atlancie i Sydney.

## Przebieg kariery
W 1986 był uczestnikiem pierwszych w historii mistrzostw świata juniorów, na tej imprezie zdobył złoty medal. Trzy lata później został halowym wicemistrzem Europy. Były to jego największe sukcesy odniesione jeszcze jako reprezentant ZSRR. W 1994, już jako reprezentant Kazachstanu, wywalczył złoty medal igrzysk azjatyckich. Na halowych mistrzostwach świata zdobył zaś srebrny medal.
Uczestniczył w letnich igrzyskach olimpijskich w Atlancie, gdzie zakwalifikował się do finału i ostatecznie zajął 4. pozycję z rezultatem 5,86 m.
W 1997 wywalczył tytuł halowego mistrza świata, natomiast rok później został mistrzem Azji oraz obronił złoty medal igrzysk azjatyckich. Po raz ostatni w zawodach międzynarodowych pojawił się w czasie igrzysk olimpijskich w Sydney, na których nie udało mu się zaliczyć żadnej próby.

## Osiągnięcia
| Rok        | Zawody                      | Miasto    | Miejsce | Wynik |
| ---------- | --------------------------- | --------- | ------- | ----- |
| ZSRR       |                             |           |         |       |
| 1986       | Mistrzostwa świata juniorów | Ateny     | 1.      | 5,50  |
| 1989       | Halowe mistrzostwa Europy   | Haga      | 2.      | 5,75  |
| 1990       | Igrzyska dobrej woli        | Seattle   | 7.      | 5,57  |
| Kazachstan |                             |           |         |       |
| 1992       | Puchar Świata               | Hawana    | 1.      | 5,60  |
| 1993       | Halowe mistrzostwa świata   | Toronto   | 9.      | 5,50  |
| 1993       | Mistrzostwa świata          | Stuttgart | 9. H    | 5,65  |
| 1994       | Igrzyska azjatyckie         | Hiroszima | 1.      | 5,65  |
| 1995       | Halowe mistrzostwa świata   | Barcelona | 2.      | 5,80  |
| 1995       | Mistrzostwa świata          | Göteborg  | 9.      | 5,60  |
| 1996       | Letnie igrzyska olimpijskie | Atlanta   | 4.      | 5,86  |
| 1997       | Halowe mistrzostwa świata   | Paryż     | 1.      | 5,90  |
| 1997       | Mistrzostwa świata          | Ateny     | 7. H    | 5,60  |
| 1998       | Mistrzostwa Azji            | Fukuoka   | 1.      | 5,55  |
| 1998       | Igrzyska azjatyckie         | Bangkok   | 1.      | 5,55  |
| 1999       | Halowe mistrzostwa świata   | Maebashi  | 4.      | 5,70  |
| 1999       | Mistrzostwa świata          | Sewilla   | 7.      | 5,70  |
| 2000       | Letnie igrzyska olimpijskie | Sydney    | NM H    | N/A   |
| Źródło:    |                             |           |         |       |

## Rekordy życiowe
Rekord życiowy zawodnika to 5,92 m – został on ustanowiony 13 czerwca 1992 podczas zawodów we francuskim Dijon. Halowy rekord to również 5,92 m – został ustanowiony 19 lutego 1998 w trakcie zawodów w Sztokholmie. Obydwa rezultaty Potapowicza były rekordami Azji (wynik ze stadionu przetrwał do 2021 roku, natomiast rezultat z hali był aktualny do 2024 roku).